# 금속 결정 구조
금속 결정 구조란 금속이 이루는 기하학적 결정 구조이며, 단순입방(單純立方)구조, 체심입방(體心入方)구조, 면심입방(面心立方)구조, 육방밀집(六方密集)구조 등이 있다. 면심입방구조와 육방밀집구조를 합쳐 최조밀 쌓임 구조라고도 한다. 
금속 결정을 기반으로 이온 결정의 형태 또한 결정된다. 결정의 구조를 구분하기 위해서는 단위 세포 속 입자 수, 배위수, 점유율(충진분율) 등을 고려해야 한다.

## 용어
- 단위세포란 동일한 입방체로 빈 공간을 쌓아 원래 구조를 만들 수 있는 입방체를 지칭한다.[1]
- 입자 수란 단위 세포 하나에 몇 개의 입자 분량이 들어가는지를 계산한 값이다.
- 배위수란 하나의 입자가 접하고 있는 입자의 수이다.
- 점유율이란 단위 세포 속 입자의 비율이 얼마나 되는지로 계산한 밀도의 일종이다.

## 구조

### 단순 입방 구조(sc)

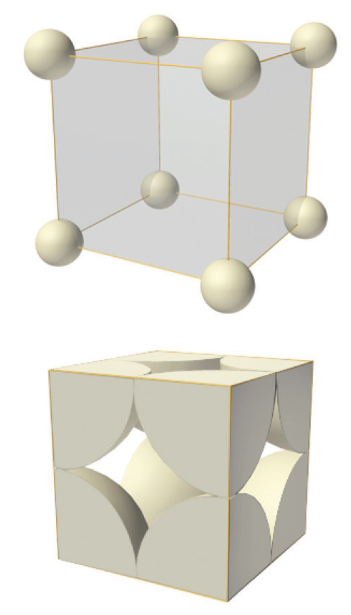
단순 입방 구조

단위 세포 속 입자 수(N)는 1개이며 접하고 있는 입자 수와 배위수는 6개이다. 점유율(충진분율)은 약 52.4%이며, L=2R의 형태를 갖는다. 폴로늄만이 유일하게 단순 입방 구조를 갖는다.

### 체심 입방 구조(bcc)
단위 세포 속 입자 수는 2개이며 배위수는 8이다. 점유율은 68.0%이며, {\displaystyle \surd 3}L=4R의 형태를 갖는다. 대부분의 1족 원소(알칼리 금속)와 세슘 및 대부분의 4주기 전이 원소들이 이 구조를 갖는다.

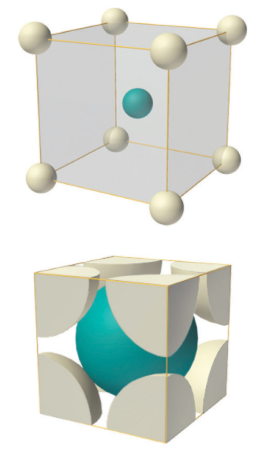
체심 입방 구조

### 최조밀 쌓임 구조
최조밀 쌓임구조를 이루는 구조들은 배위수와 점유율이 모두 동일하다.

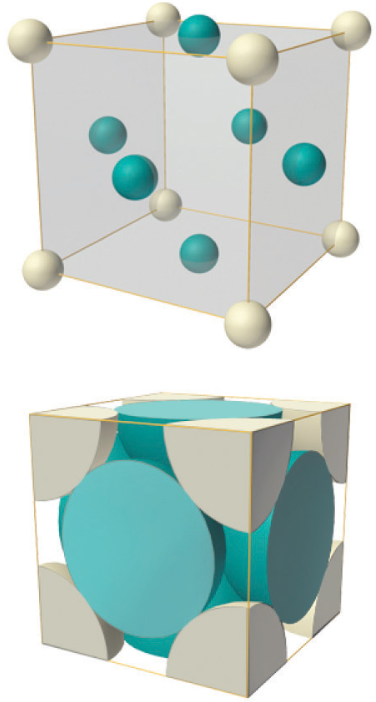
면심 입방 구조

#### 면심 입방 구조(fcc)
단위 세포 속 입자 수는 4개이며 배위수는 12이다. 점유율은 74.0%이며, {\displaystyle {\sqrt {2}}}L=4R의 형태를 갖는다. 구리, 로듐, 팔라듐, 은, 니켈 등 다양한 원소(주로 전이 원소)가 이 구조를 갖는다.

#### 육방 밀집 구조(hcp)
단위 세포 속 입자 수는 6개이며 배위수는 12이다. 점유율은 74.0%이며, A=2R, B=({\displaystyle 4\surd 6/3})R의 구조를 갖는다. 마그네슘, 아연 등의 원소(주로 알칼리토금속과 전이 원소)가 이 구조를 갖는다. 대부분 이름 그대로 육각기둥을 하나의 단위 세포로 나타낸다.

#### 면심 입방 구조와 육방 밀집 구조의 차이점
면심 입방 구조는 "ABC"구조를 이루지만, 육방 밀집 구조는 "AB"구조를 이룬다. 즉, 면심 입방 구조는 1층과 4층이 같은 형태, 육방 밀집 구조는 1층과 3층이 같은 형태이다.

## 밀도

### 일반적인 밀도 방정식
d=(원자 1개 질량*N)/(단위 세포의 부피)={(M/{\displaystyle N_{A}})*N}/{\displaystyle L^{3}}
단위수와 L, R의 관계식을 알고 있으면 밀도를 구할 수 있다.

### 육방밀집 구조의 밀도 방정식
d=({\displaystyle 6M}/{\displaystyle N_{A}})/{\displaystyle 24{\sqrt {2}}R^{3}}

### 점유율을 이용한 밀도 방정식
d=(점유율)*(M/{\displaystyle N_{A}})/{{\displaystyle (4/3)\pi R^{3}}}

## 원리
알칼리 금속과 같은 전형적인 금속에서는 금속 내부의 각 원자에 속하는 원자가 전자의 일부는 이웃한 특정 원자의 전자와 상호작용을 가지지 않고, 결정 내를 자유롭게 움직이는 이른바 자유전자가 되어 있는 것으로 생각된다. 
따라서, 금속이란 고른 밀도로 퍼진 전자의 바닷속에 원자가 전자를 잃은 그 금속원자의 양이온이 떠 있는 것과 같은 것으로, 이들 모든 자유전자와 양이온 사이의 정전기적 인력이 전체를 결합시키는 힘이 된다. 이것이 금속결합의 주요한 힘이라고 생각되는데, 정확히는 여기에 양자론적인 생각이 덧붙여져 있다. 즉, 분자궤도함수론의 입장에서는 위그너, 자이츠, 슬레이터에 의해 설명되었고, 또한 하이틀러-런던 이론의 입장에서는 금속원자 사이의 공유결합에 상당하는 여러 결합구조의 공명에 의해서 설명되었다.

## 특성
이처럼 금속 원자가 다음 구조를 띄며 결정화된다면 금속 결정이라고 한다. 대다수의 금속결합이 이와 같은 결정을 통해 결합되어 있다. 
그러나 이 결합은 고정적이지 않으며 상태에 따라 바뀐다. 이를 테면 칼슘 금속의 경우, 저온에서는 면심입방격자를 만들 수 있으나 250℃에서는 육방최밀격자, 450℃에서는 체심입방격자로 격자의 모양이 달라진다. 이와 같은 현상을 결정의 상전이라고 한다. 그리고 금속에 따라서는 육방최밀격자와 면심입방격자가 서로 합쳐진 듯한 격자구조를 이룰 적도 있다.

## 같이 보기
- 금속
- 결정
- 결정 구조
- 상전이